# Bestia (Disney)
La Bestia (o simplemente "Bestia") es un personaje ficticio que aparece en la película de animación de Walt Disney Animation Studios La Bella y la Bestia (1991), así como en las dos sucesoras directamente para vídeo de la película: La bella y la bestia 2 y El mundo mágico de Bella. Basada en el héroe del cuento francés de Jeanne-Marie Leprince de Beaumont, Bestia fue creado por la guionista Linda Woolverton y animada por Glen Keane.
Un príncipe mimado transformado en una horrible bestia como castigo por su frialdad y egoísmo, Bestia debe, para volver a ser él mismo, ganarse el amor de una hermosa joven llamada Bella a la que encarcela en su castillo. Todo ello antes de que caiga el último pétalo de la rosa encantada el día de su vigésimo primer cumpleaños. En todas las películas de animación, la voz de Bestia la pone el actor estadounidense Robby Benson. La película de animación de 1991 fue adaptada a un musical de Broadway en 1994, con el papel interpretado por el actor estadounidense Terrence Mann. Dan Stevens interpreta una versión de acción real del personaje en la adaptación de 2017 de la película de 1991.

## Desarrollo
Determinar un aspecto adecuado para Bestia fue todo un reto. Aunque se trataba de una ficción, el animador Glen Keane consideró esencial que Bestia se pareciera a una criatura que pudiera encontrarse en la Tierra y no a un alienígena. Los primeros diseños de Bestia eran humanoides con cabeza de animal, como en el cuento original, pero pronto se inclinaron por formas menos convencionales. Los primeros bocetos del diseño del personaje de Bestia se asemejan a gárgolas y esculturas en el castillo de Bestia.
Inspirándose en una cabeza de búfalo que compró a un taxidermista, Keane decidió basar el aspecto de Bestia en diversos animales salvajes, inspirándose en la melena de un león, la cabeza de un búfalo, la frente de un gorila, los colmillos de un jabalí, las patas y la cola de un lobo y el cuerpo de un oso. Sin embargo, consideró importante que los ojos de Bestia siguieran siendo humanos. Jeffrey Katzenberg, presidente de Walt Disney Studios, temía que Glen Keane diseñara a Bestia para que se pareciera al actor de doblaje Robby Benson, por lo que no permitió que Keane viera a Benson durante la producción de la película.

## Características
Bestia no es de una sola especie animal, sino una quimera (mezcla de varios animales), que probablemente se clasificaría como carnívoro en general. Tiene la cabeza y los cuernos de un búfalo, los brazos y el cuerpo de un oso, las cejas de un gorila, las mandíbulas, los dientes y la melena de un león, los colmillos de un jabalí y las patas y la cola de un lobo. También se parece a monstruos míticos como el Minotauro o un hombre lobo. También tiene los ojos azules, el único rasgo físico que no cambia si es una bestia o un humano.
A diferencia de su homólogo original, Disney le dio un carácter más primitivo a su personalidad y manierismos, que realmente explotaban su carácter de animal indomable (es decir, alternando entre caminar y arrastrarse, gruñidos animales). El productor Don Hahn imaginó que el estado psicológico de Bestia se había vuelto cada vez más salvaje cuanto más tiempo llevaba bajo la maldición, de tal forma que acabaría perdiendo sus últimos vestigios de humanidad y volviéndose completamente salvaje si no se conseguía romper el hechizo. La idea de Hahn no se manifiesta de forma prominente en la película de animación de 1991, ya que Bestia sólo aparece en una breve escena poco después de su transformación, mientras que gran parte de la narración comienza durante el período posterior de la maldición.
En el cuento original, Bestia se muestra bondadosa y caballerosa en su mayor parte, con una tendencia ocasional al mal genio. La interpretación de Disney de Bestia hace que esté constantemente enfadado y deprimido, debido a la vergüenza que le producen sus actos crueles que le llevaron a la transformación, y sobre todo a su lucha por reconciliar su horrible apariencia con su humanidad interior, que le hace sentirse desesperado por romper la maldición. El animador supervisor Glen Keane describe a Bestia como "un chico de veintiún años inseguro, que quiere ser amado, que quiere amar, pero que tiene un exterior feo y tiene que superarlo" Al reformarse bajo su interés amoroso Bella, su personalidad cambia a refinada y más ecuánime, a la vez que ingenua sobre el mundo.
Para reflejar su personalidad inicial, se ve a Bestia sin camiseta, con unos harapientos calzones gris oscuro y una andrajosa capa de color rojizo con un broche circular dorado. A pesar de que el color real de su capa es rojizo oscuro, a menudo se hace referencia a que la capa de Bestia es morada (y en la mayoría de las apariciones posteriores de Bestia después de la película, como La Navidad Encantada, House of Mouse o los juegos de Kingdom Hearts, su capa es de color morado). Se desconoce la razón de este cambio de color, aunque lo más probable es que el color púrpura se asocie a menudo con la realeza. Después de que Bestia salve a Bella de una manada de lobos, su forma de vestir cambia para volverse más formal y disciplinada, reflejando una personalidad más refinada mientras intenta ganarse la amistad y el amor de Bella. Su forma de vestir más conocida es su traje de baile, que consiste en un chaleco dorado sobre una camisa blanca de vestir con un pañuelo blanco, pantalones negros de vestir ribeteados en oro y un frac azul real ribeteado en oro, que lleva durante la secuencia del baile de la película.
El traje de frac azul se conserva después de que volviera a ser humano, lo que supone un marcado contraste con las galas y armaduras reales con las que aparecía antes de su maldición. Su forma humana es la de un joven alto y delgado, con el pelo castaño y la piel de un suave color crema, que conserva sus brillantes ojos azules. Como humano se le conoce simplemente como el "Príncipe", ya que el animador supervisor Glen Keane declaró que todo el mundo en la producción estaba demasiado ocupado para darle un nombre alternativo.

## Apariciones

### La bella y la bestia
Un joven y apuesto príncipe vive en un lujoso castillo en Francia. Tiene todo lo que siempre ha querido y, como resultado, es mimado, egoísta y poco amable. Una noche, su corazón se pone a prueba cuando una mendiga llega al castillo y le pide cobijo del frío glacial, con una sola rosa como pago. Cuando éste rechaza a la mendiga por su aspecto repulsivo, ella revela entonces su verdadera forma como una bella hechicera. Al ver su belleza y darse cuenta de su poder, el Príncipe intenta disculparse, pero ella lo transforma en una terrorífica criatura bestial como castigo por su arrogancia. También hechiza a todo el castillo, transformándolo en un lugar oscuro y premonitorio, sus frondosos y verdes terrenos en peligrosos bosques inmortales infestados de lobos y a los bondadosos sirvientes en objetos domésticos antropomórficos que reflejan sus diferentes personalidades. Avergonzado de su nueva apariencia, Bestia se oculta en el interior de su castillo con un espejo mágico como única ventana al mundo exterior, y una rosa encantada que actuaría como temporizador de la maldición y que florecería hasta que cumpliera 21 años. Si Bestia pudiera aprender a amar a otra y ganarse su amor a cambio antes de que el último pétalo cayera de la rosa, la maldición se rompería, pero si no, seguiría siendo una bestia para siempre. Bestia se desespera a medida que pasan los años, con pocas esperanzas de conseguirlo.
Cuando la rosa encantada llega al final de su floración y se marchita lentamente, el primer forastero es un anciano llamado Maurice que tropieza accidentalmente con el castillo y al que los criados dejan entrar para refugiarse. Sin embargo, Bestia detiene a Maurice en la torre como prisionero por allanamiento de morada. El caballo de Maurice regresa al pueblo y lleva a Bella, la hija de Maurice, de vuelta al castillo. En la torre, Bella se enfrenta a Bestia y le suplica que deje marchar a su padre, ofreciéndose en su lugar como prisionera, a lo que Bestia accede a cambio de su promesa de no marcharse nunca. Cuando sus sirvientes le hacen creer que ella es la clave para romper el hechizo, Bestia muestra por primera vez destellos de compasión a pesar de su rudeza. Por ejemplo, siente cierto remordimiento por haber expulsado a su padre sin una despedida adecuada y, como expiación, le permite alojarse en una habitación amueblada en lugar de en las mazmorras de la torre y pone a los criados a su disposición. Cuando ella entra en el ala oeste prohibida del castillo y casi toca la rosa, él la asusta para que huya del castillo por el bosque, de lo que se arrepiente al darse cuenta de que ha perdido los estribos, y luego la salva de ser asesinada por lobos salvajes. Bestia y Bella llegan a apreciarse mutuamente cuando ella le lleva de vuelta al castillo y le cura las heridas. Entabla una amistad con ella, cediéndole la biblioteca del castillo, y aprende de ella amabilidad y buenos modales. Con el tiempo, Bestia se enamora de Bella y, anteponiendo su felicidad a la suya propia, la libera para que atienda a su padre enfermo, una decisión que le descorazona al darse cuenta de que ella aún no le ha correspondido, lo que significa que la maldición sigue intacta.
Una turba del pueblo, liderada por un pretendiente rival llamado Gastón, asalta el castillo y mata a Bestia. Bestia está demasiado abatida por la marcha de Bella como para responder al desafío de Gastón, aunque sus sirvientes consiguen rechazar a los aldeanos. Al ver el regreso de Bella al castillo, Bestia se anima y se bate en duelo con Gastón en los tejados del castillo. Bestia utiliza la astucia para compensar su falta de armamento, y permanece imperturbable ante las frecuentes burlas de Gastón, que proclama que el aspecto apuesto es el derecho de Bella. Bestia acaba por dominar a Gastón y se propone dejarlo caer hasta que el cazador le ruega que no lo haga. No queriendo llegar al nivel de comportamiento de Gastón, Bestia decide mostrar piedad y perdonar a Gastón con la condición de que abandone inmediatamente el castillo. Bella aparece entonces en el balcón y Bestia sube a su encuentro; sin embargo, Gastón se niega a aceptar la derrota y apuñala a Bestia por la espalda. Gastón pierde el equilibrio y cae desde el tejado del castillo hacia la muerte, pero Bella consigue agarrar a Bestia y tirar de él hacia arriba. Bestia, sabiéndose herida de muerte, expresa su agradecimiento a Bella por haber vuelto y poder verla por última vez, antes de caer inconsciente y sucumbir aparentemente a sus heridas. Bella es capaz de decirle a Bestia que le ama antes de que caiga el último pétalo. Entonces, la declaración de amor de Bella a Bestia rompe el hechizo y lo transforma de nuevo en el príncipe.

### La bella y la bestia 2: Una Navidad encantada
En esta película, que tiene lugar poco después de que Bestia rescatara a Bella de los lobos, para frustración de Bestia, Bella quiere celebrar la Navidad y organizar una auténtica fiesta navideña. Bestia odia la idea de la Navidad, ya que fue el mismo día, hace casi diez años, cuando la Encantadora lo hechizó a él y a todo el castillo; (a diferencia de la película de animación de 1991, en la que el Príncipe aparece en las vidrieras ataviado con ropajes reales y armadura antes de ser maldecido, en Navidad Encantada el Príncipe va vestido simplemente con una camisa blanca y unos calzones negros antes de su transformación). Mientras Bestia no participa en la mayor parte de los preparativos, un sirviente traicionero conspira para echar a Bella del castillo: Forte el Órgano de Gaitas, ya que es mucho más apreciado por Bestia mientras está bajo el hechizo.
Sin que Bestia lo sepa, Bella le escribe un libro especial que él no ve hasta más tarde. También conoce a Forte más tarde en un encuentro casual. Forte le cuenta que la tradición navideña favorita de Bestia era el árbol de Navidad. Bella se frustra, ya que ningún árbol que ha visto en los terrenos ha sido lo suficientemente alto como para colgar adornos. Forte miente a Bella diciéndole que puede encontrar un árbol perfecto en el bosque más allá del castillo. Reacia a ir en contra de las órdenes de Bestia de que nunca abandone el castillo, Bella se marcha para encontrar el árbol perfecto. Cuando Bella no llega para ver el regalo de Navidad que Bestia le ha hecho, él empieza a sospechar que no está allí en absoluto. Cuando Cogsworth, que ha recibido la orden de buscar a Bella, le explica que en la casa no pueden encontrarla, Bestia se enfurece. Acude a Forte para pedirle consejo, y Forte le miente que Bella le ha abandonado. Bestia consigue encontrar a Bella y la salva a tiempo de morir ahogada tras caer por una fina capa de hielo.
Creyendo que Bella le ha desobedecido al romper su promesa de no marcharse, Bestia la encierra en las mazmorras para que se pudra. Pero cuando Forte le incita a destruir la rosa para poner fin a su sufrimiento, Bestia encuentra el libro de Bella en el Ala Oeste y lo lee, recobrando el sentido y dándose cuenta de que lo único que Bella quiere es que él sea feliz. Tras liberar a Bella del calabozo y pedirle perdón, Bestia se prepara para participar en las fiestas navideñas. Pero Forte no se rinde e incluso llega a intentar destruir todo el castillo con la 5ª de Beethoven. Afortunadamente, Bestia le encuentra a tiempo y destruye su teclado con la Sinfonía nº 8 de Franz Schubert. Perdiendo el equilibrio (y sus pipas), Forte se cae de la pared contra la que está apoyado y queda silenciado para siempre. Más tarde, el castillo y los sirvientes se visten de adornos navideños cuando Bella y Bestia bailan su famoso baile de salón de la primera película.
La historia avanza hasta la primera Navidad después de que se rompa el hechizo. El Príncipe y Bella le dan a Chip, el hijo de la señora Potts, un libro para leer, que le encanta. Cuando el Príncipe y Bella salen al balcón, él le regala una rosa.

### El mundo mágico de Bella
En la última entrega de la franquicia, compuesta por cuatro segmentos de una serie de televisión presumiblemente fallida, Bella enseña a Bestia un par de cosas sobre la vida misma, la consideración y los modales. Sólo aparece en los segmentos primero y cuarto, y en un cameo en el tercero. En la primera parte, La palabra perfecta, Bestia y Bella tienen una agria discusión durante la cena cuando Bestia exige a Cogsworth que abra las ventanas para refrescarse, a pesar de que él es el único que tiene calor y hace un viento frío, y golpea con rabia a su criado, Webster, un diccionario de lengua larga. A pesar de las súplicas de Lumiere y Cogsworth, Bestia se niega a disculparse por su comportamiento, hasta que Webster, Crane y LePlume falsifican una carta de disculpa de Bestia a Bella. Todo está arreglado, hasta que Bestia se da cuenta de que era una falsificación. Expulsa furioso a Webster, Crane y LePlume del castillo, pero Bella los trae de vuelta del bosque y Bestia pronto aprende a perdonarlos, ya que sus intenciones eran buenas.
En la cuarta parte, El ala rota, Bestia vuelve a perder los nervios con Bella cuando ésta lleva un pájaro herido al castillo, ya que a él le disgustan los pájaros. Sin embargo, al intentar ahuyentar al pájaro, se cae en las escaleras y se golpea fuertemente la cabeza, lo que le quita el odio a los pájaros. Sin embargo, su egoísmo persiste y encierra al pájaro en una jaula en su habitación, exigiéndole que cante para él siempre que se lo pida. El pájaro, aterrorizado, se niega, hasta que Bella enseña a Bestia que el pájaro sólo cantará cuando esté contento. Bestia deja salir al pájaro y aprende a tener en cuenta a los demás antes que a sí mismo.
Antes, en el tercer segmento, La fiesta de la señora Potts, Bestia hace varios cameos durmiendo en su cama del Ala Oeste. El diálogo entre Lumiere y Cogsworth muestra que había pasado toda la noche anterior reparando goteras en el tejado del castillo y que aún está descansando. Una discusión entre Lumiere y Cogsworth sobre las flores favoritas de la Sra. Potts les lleva a tener que esconder varios ramos de flores alrededor de la cama de Bestia. En un momento dado, Bestia empieza a oler una de las flores y casi se despierta, pero se la quitan justo a tiempo y vuelve a dormirse.

### La bella y la bestia(película de 2017)
En marzo de 2015, el actor inglés Dan Stevens fue elegido para interpretar a Bestia en una adaptación de acción real de la película, que se estrenó el 17 de marzo de 2017. Bestia fue retratado con una "marionetización de captura de movimiento más tradicional para el cuerpo y la orientación física", donde Stevens estaba "en un traje gris de cuarenta libras sobre zancos durante gran parte de la película". La captura facial de Bestia se hizo por separado para "comunicar las sutilezas del rostro humano" y "captar el pensamiento que se le ocurre", que llega "a través de los ojos, que son el último elemento humano de Bestia" A diferencia de la película original, Bestia aparece con un aspecto más leonino y cuernos de carnero en la cabeza.
La representación de acción real sigue de cerca la versión animada, pero con algunas diferencias. A diferencia de la versión original de 1991, en la que no se explica su naturaleza malvada, la versión de 2017 amplía una historia de fondo que revela que el Príncipe era una persona bondadosa cuya madre, la Reina, murió de una enfermedad cuando él era un niño, dejando a su cruel, vanidoso, egocéntrico y arrogante padre, el Rey, para criarlo. La dura educación que recibió provocó su naturaleza cruel y cobró impuestos injustos a los habitantes de su reino. Además, la duración de la maldición no se menciona en la adaptación de acción real, a diferencia de la versión de 1991, en la que su límite llegaría al final del vigésimo primer año de Bestia.
El Príncipe estaba celebrando un baile de debutantes en su castillo cuando apareció una mendiga que le ofreció una sola rosa como pago por resguardarse de una tormenta que se avecinaba. El Príncipe la rechazó dos veces, lo que provocó que la mendiga se revelara como una hechicera. La hechicera lanzó un poderoso hechizo sobre el reino, convirtiendo al príncipe en una bestia y a los sirvientes en objetos domésticos animados, al tiempo que borraba todo recuerdo del castillo de los habitantes del pueblo cercano. Si Bestia era incapaz de amar a otra persona y ganarse a cambio su amor, cuando cayera el último pétalo de la rosa encantada, seguiría siendo una bestia para siempre, y además sus sirvientes se convertirían en antigüedades inanimadas.
La versión de acción real de Bestia tiene una personalidad y unos modales bastante civilizados, a diferencia de la Bestia de la película de animación, que originalmente tenía un comportamiento bastante primitivo. Aunque la Bestia no parece volverse cada vez más salvaje cuanto más dura el encantamiento, a diferencia de su homólogo animado de 1991 (lo que refleja la intención original de Don Hahn de que la Bestia acabara volviéndose salvaje si nunca conociera a Bella), son sus sirvientes transformados los que van perdiendo gradualmente lo que les queda de humanidad mientras el castillo se deteriora.
El último pétalo de rosa cae antes de que se rompa la maldición; sin embargo, al ver que Bella profesa su amor a Bestia, la hechicera se revela y levanta el hechizo sobre el castillo y sus habitantes. Después, el Príncipe y Bella organizan un baile para todos los habitantes del pueblo.

## En otros medios

### Musical escénico
Bestia aparece en la adaptación musical de Broadway de La Bella y la Bestia de Disney, interpretada originalmente por Terrence Mann. Por su interpretación, Mann recibió una nominación al premio Tony al mejor actor de musical. Otros actores que han interpretado el papel son Jeff McCarthy (1995-1997 y 2004), Chuck Wagner (1997), James Barbour (1998-1999) y Steve Blanchard (1999-2007).
Alasdair Harvey interpretó el papel en el West End. Otros actores que han interpretado el papel son John Barrowman y Earl Carpenter (que formó parte del reparto final de la producción original), y Shaq Taylor, que interpretó el papel en la reposición. Otros actores notables que han interpretado el papel son Steve Barton y Ethan Freeman, que interpretó el papel en la producción original austriaca en Viena.

### Videojuegos

#### La serieKingdom Hearts
Bestia es uno de los principales personajes de Disney en la exitosa serie de videojuegos Kingdom Hearts.
En el primer Kingdom Hearts, durante una época en la que el hechizo aún no se había roto, el hogar de Bestia es atacado por los Sincorazón, liderados por Maléfica, que se llevan cautiva a Bella. Decidido a rescatar a Bella, Bestia llega a explotar el poder de la oscuridad y arriesga su propia vida para transportarse a Bastión Hueco, donde Bella está cautiva junto a las otras seis Princesas de Corazón. Al llegar a Bastión Hueco, Bestia se enfrenta a Riku, que le reta a duelo y le derrota fácilmente. Bestia es salvada en el último momento por Sora, Donald y Goofy, que buscan a Kairi. Aliándose con Sora, ya que Donald y Goofy se han unido temporalmente a Riku, Beast lucha contra los sincorazón y protege a Sora mientras se abren camino hasta el castillo del Bastión Hueco. Al entrar en el castillo, Bestia, Sora, Donald y Goofy se abren paso luchando hasta que encuentran y derrotan a Maléfica, que se transforma en su forma de dragón y los desafía nuevamente, sólo para ser derrotada una vez más. Los cuatro héroes encuentran a Kairi, pero las circunstancias hacen que Sora, Donald, Goofy y Kairi abandonen Bastión Hueco, y Bestia afirma que no se irá sin Bella. Más tarde, Bestia vuelve a encontrarse con Sora cuando regresa a Bastión Hueco para cerrar el ojo de la cerradura. Durante su segunda búsqueda, Bestia y Sora encuentran a Bella, que abraza a Bestia y regala a Sora el Llavero de la Rosa Divina. En la versión Final Mix del juego, Bestia vuelve a aliarse con Sora para luchar y derrotar a Xemnas (entonces conocido como "Desconocido").
En Kingdom Hearts: Chain of Memories, Bestia no es más que un producto de los recuerdos de Sora. Vuelve a separarse de Bella por cortesía de Maléfica, pero una vez más, Bestia derrota a Maléfica con la ayuda de Sora y rescata a Bella.
En Kingdom Hearts II, después de que Sora derrote a Ansem, todos los mundos atacados anteriormente son restaurados, incluido el castillo de Bestia. Después, Bestia y Bella regresan a su hogar para continuar con sus vidas. Sin embargo, la paz vuelve a resquebrajarse cuando Xaldin, de la Organización XIII, se acerca a Bestia para que cumpla sus órdenes. Xaldin está decidido a manipular a Bestia para que se convierta en un Sincorazón. Si eso ocurre, Bestia no sólo se convertirá en un fuerte Sincorazón que Sora tendría que destruir y alimentar a Kingdom Hearts, sino que también dejará atrás a un poderoso Nobody para que Xaldin lo utilice a su antojo (igual que le ocurrió a Xehanort). Manipulada y controlada, Bestia se ve obligada a permitir la entrada de los Sincorazón en el castillo y a encerrar a todo el personal de servicio en las mazmorras, con Bella demasiado asustada para intervenir. Bestia empieza a maltratar a Bella. Cuando Sora, Donald y Goofy llegan, se encuentran con Bestia, que les ataca sin dudarlo. Sora gana la batalla, y Bestia vuelve en sí gracias a sus sirvientes liberados por Sora. Xaldin parece huir. Más tarde, durante un baile, Xaldin regresa y roba la rosa, sumiendo a Bestia en una depresión y haciendo que pida a Bella y a Sora que abandonen su castillo. Sin embargo, una charla de ánimo de Sora le anima a volver a la acción. Bella le da la rosa a Bestia, pero él se siente más aliviado de que ella no haya resultado herida. Después, Bestia se despide agradecida de Sora y vuelve a su vida normal con Bella, hasta que el hechizo se rompe y Bestia vuelve a convertirse en humano al final del juego (una escena que se ve durante los créditos del juego una vez terminado). El ataque límite de Bestia en Kingdom Hearts II es Aullido gemelo, en el que él y Sora rugen violentamente juntos y acuchillan furiosamente a los enemigos.
En Kingdom Hearts 358/2 Days, Bestia vuelve a aparecer junto con su mundo natal. Las misiones del Castillo de Bestia narran algunos de los acontecimientos ocurridos entre Kingdom Hearts y Kingdom Hearts II, como el intento de Bella y Bestia de reanudar su vida normal y el primer encuentro de Bestia con Xaldin.

#### Otros videojuegos
Aunque en la película y en otras nunca se mencionó su nombre real, en el juego de CD-ROM The D Show se decía "El príncipe se llama Adam".
Bestia fue incluida en el videojuego Disney Magic Kingdoms durante un Evento de 2017 centrado en La Bella y la Bestia, siendo un personaje jugable a desbloquear por tiempo limitado.
Una versión alternativa de Bestia aparece como personaje jugable en el videojuego Disney Mirrorverse.

## Recepción
En general, Bestia ha recibido críticas positivas. MsMojo clasificó a Bestia en segundo lugar en el vídeo Top 10 Disney Princes, elogiando el desarrollo de su personaje en la película La interpretación de Dan Stevens de Bestia también ha sido elogiada. Julia Alexander, de Polygon, alabó la actuación de Stevens por hacer que Bestia pareciera real, comentando que "hay momentos en los que te olvidas de que Bestia no es real: todo en él parece humano". Dana Schwartz, de The Observer, es menos positiva en la representación de Bestia en 2017. Comenta que el aspecto menos aterrador de Bestia causa menos impacto cuando se revela a Bella en comparación con el original. Y el hecho de que Bestia lleve frac y pantalones todo el tiempo la hace poco creíble para ciertas escenas, ya que Bestia se caracteriza como "alguien que ha sido un animal durante tanto tiempo que ha olvidado cómo ser humano".